# Pelzmaue

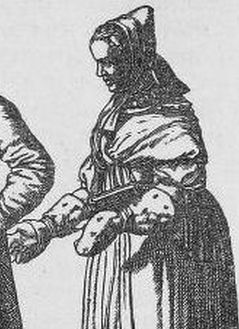
Braunschweiger Frau mit weißen, schwarz gepunkteten Pelzmauen (1896)

Als Pelzmauen (Mnd. mouwe, mowe, mawe, Ärmel) auch Pelzmuffen oder Handmuffen, wurden in Norddeutschland getragene Pelz-Halbärmel bezeichnet, eine Art langer Pulswärmer.
Beispielsweise trugen die Frauen im Braunschweiger Land bis in die zweite Hälfte des 19. Jahrhunderts an den Festtagen halblange, bis den Handrücken bedeckende Pelzärmel. Sie waren aus weißem Kaninchenfell mit schwarzen Tupfen gearbeitet, in der Art des königlichen Hermelinpelzes. An den Handgelenken wurden sie mit langen bunten Seidenbändern gebunden. Im Roman „Der Dorfschulmeister“ von Carl Schröder von 1864 sind diese Art Mauen aus echtem Hermelinfell gearbeitet.
Die an sich winterlichen „Stutzärmel“ wurden bei festlichen Anlässen durchaus auch im Sommer angelegt.
Eine Erwähnung der Pelzmauen für Köln findet sich in einer umfangreichen Aufzählung anlässlich der Profess, dem Ordensgelübde, von Anna van Weinsberch im Jahr 1568 im Franziskanerinnenkloster „St. Maria in Bethlehem“.
Bis in die Jetztzeit werden vereinzelt noch Pulswärmer aus Fell angeboten. Die unterarmlange Form hatte offenbar in der Mode keine und nur sehr regional einige Bedeutung, im Gegensatz zu Modellen aus Textil oder Leder.